# تيلي ماتش
كان تيلي ماتش (بالأنجليزية Telematch) هو الاسم العالمي الذي حملته سلسلة من 43 برنامج من المسلسل التلفزيوني الألماني الغربي لعب بلا حدود (بالألمانية Spiel ohne Grenzen) الذي تم بثه في الأصل على قناة WDR (إذاعة غرب ألمانيا) من عام 1967 حتى عام 1980. أخذ فكرته من نظيره الفرنسي انترفيل وكان يتألف في الأصل من مباراة بين فرقتين من بلدتين في ألمانيا الغربية، باستثناء مباريات السنوات الثلاث الأخيرة (1978-1980) ، التي كانت متنافس عليها بين خمس مدن. تتألف المباراة من العديد من الألعاب التي عادة ما يرتديها المشاركون وهم يلبسون الأزياء التقليدية أو المضحكة. في كثير من الأحيان كانت الأزياء معقدة ومصممة لزيادة تحدي اللعبة بجعل الحركة غير ملائمة. لعبت الألعاب ضد عقارب الساعة، أو كسباق. تم إنتاج تيلي ماتش بواسطة ترانس تيل (Transtel). دبجلت إلى اللغة الإنجليزية والهندية والعربية والفرنسية والإسبانية والملايو .
تم عرضه في معظم مناطق ودول العالم عدى أمريكا الشمالية.
على الرغم من أن البرنامج الأصلي الذي أخذت منه لعب بلا حدود (بالألمانية Spiel ohne Grenzen) بدأ منذ عام 1967، إلا أن 43 حلقة فقط تم نقلها ونشرها تحت عنوان تيلي ماتش.
في إسبانيا بين عامي 1995 و2007، بثت قناة TVE عرضًا مثل تيلي ماتش يسمى جائزة الصيف الكبرى (بالإسبانية El Gran Prix del Verano) على نفس النسق.

## روابط خارجية
- نشرة PDF للعرض
- بداية تيلي ماتش على يوتيوب